# Patrona Bavariae (Hausen)

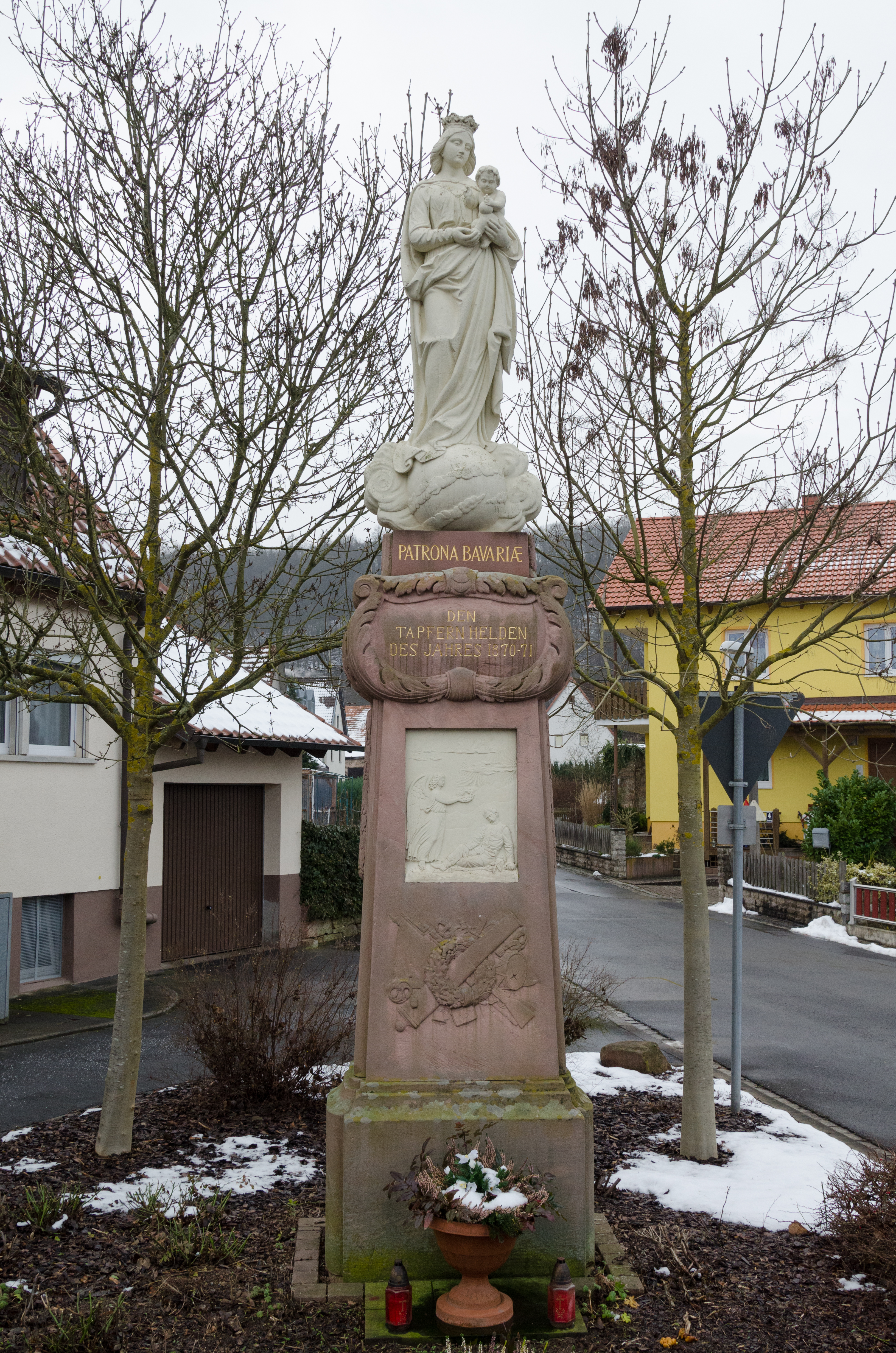
Patrona Bavariae in Hausen

Die Patronia Bavariae ist ein Kriegerdenkmal im bayerischen Hausen, einem Stadtteil des Kurortes Bad Kissingen im unterfränkischen Landkreis Bad Kissingen. Sie gehört zu den Bad Kissinger Baudenkmälern und ist unter der Nummer D-6-72-114-182 in der Bayerischen Denkmalliste registriert.

## Geschichte

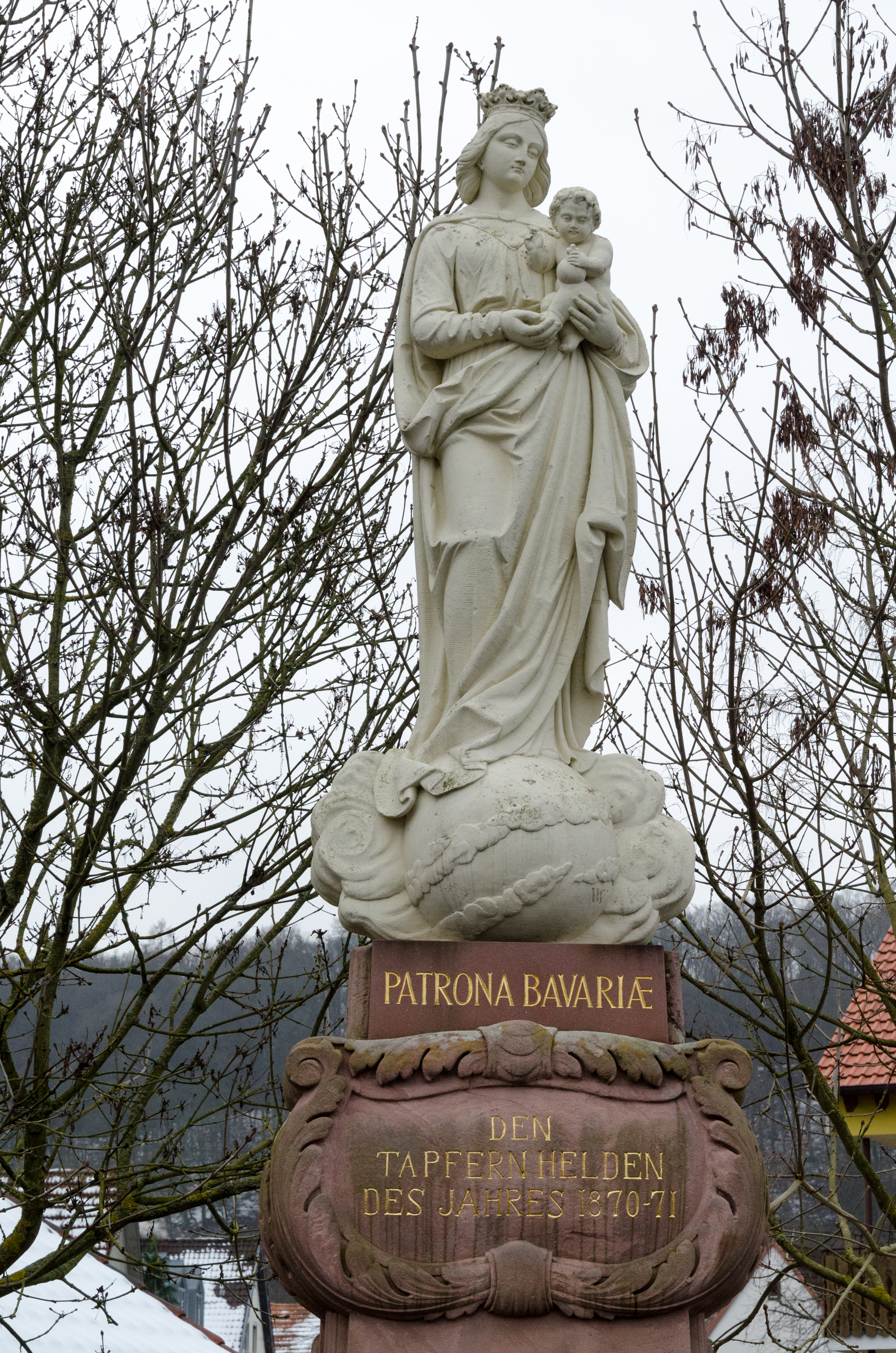
Patrona Bavariae in Hausen

Die Errichtung der an der Hausener Durchfahrtsstraße befindlichen Muttergottes-Statue (Patrona Bavariae) wurde im Jahr 1904 vom damaligen Krieger- und Kampfgenossenverein initiiert. Die Statue war als „Dankmal“ für die aus den Kriegen von 1866 und 1871 heimgekehrten Hausener gedacht, deren Namen auf einer Gedenktafel an der Rückseite der Statue zu lesen sind. Die Figur besteht aus Savonnières-Kalkstein aus Lothringen.
Im Jahr 1905 ging der Auftrag an den Bildhauer Valentin Weidner, der jedoch keinen eigenen Entwurf einbringen durfte, sondern sich an den Entwurf einer Münchener Kunstanstalt zu halten und dessen Kosten von 80 M zu übernehmen hatte. Bis 1907 hatte der Verein das nötige Geld in einer Gesamthöhe von 1.000 M zur Finanzierung des Projektes erworben, nachdem Lokalkaplan Karl Julius Full 104 M, Hofrat Carl von Hessing 100 M und die Poppenhausener Brauerei Werner 20 M gespendet hatten. Am 2. September 1907 wurde die Statue anlässlich des Sedanstages eingeweiht.
Im Jahr 2010 erfolgte auf Anregung von Kreisheimatpfleger Werner Eberth eine Renovierung der Marienstatue, bei der diese von ihrer Veralgung befreit wurde. Im Zuge der Reinigungsarbeiten konnte der an der Statue angebrachte Text rekonstruiert werden.